# Rio Tramandaí
Le rio Tramandaí est un cours d'eau brésilien de l'État du Rio Grande do Sul. 
Le rio Tramandaí se jette dans l'Océan Atlantique et fait la limite entre les municipalités de Tramandaí et Imbé.